# Аль-Мунтахаб аль-Хасан
Аль-Мунтахаб аль-Хасан ібн Ахмад (араб. المنتخب الحسن; помер 936) — імам зейдитської держави у Ємені, четвертий правитель з династії Рассідів.

## Життєпис
Був третім сином з шести синів імама Ахмада ан-Насіра. Його батько був сильним правителем, який об'єднав єменських зейдитів, але після його смерті 934 року у державі настали смутні часи. За чотири місяці після смерті імама Ахмада ан-Насіра династія Яфуридів узяла у свої руки контроль над містом Саада, що було резиденцією Рассідів. Після затвердження аль-Мунтахаба аль-Хасана на пост імама почалась боротьба за владу між ним та його старшим братом аль-Мухтаром аль-Касімом.
Помер аль-Мунтахаб аль-Хасан 936 року (за іншими джерелами – 939).